# Yukshin-Gardan-Gletscher
Der Yukshin-Gardan-Gletscher befindet sich im westlichen Karakorum im pakistanischen Sonderterritorium Gilgit-Baltistan.
Der Yukshin-Gardan-Gletscher hat eine Länge von 16 km. Er strömt in nördlicher Richtung durch den nördlichen Teil der Gebirgsgruppe Hispar Muztagh. Weiter östlich verläuft der Khurdopingletscher, auf den er kurz vor Erreichen des Shimshal-Flusses trifft. Der Yazghilgletscher verläuft weiter westlich. Der Yukshin-Gardan-Gletscher wird von folgenden Bergen eingerahmt: Kanjut Sar I (7760 m), Yukshin Gardan Sar (7530 m), Yutmaru Sar (7330 m) und Yazghil Sar (5964 m).